# Archaeomarasmius
Archaeomarasmius es un género extinto de hongos setas del orden Agaricales. El género se conoce por dos especímenes conservados en ámbar que datan del Cretácico Superior (90-95 millones de años). Los especímenes fueron hallados por un grupo de paleontólogo en depósitos geológicos de Nueva Jersey a lo largo de la llanura costera del Atlántico este.
Los caracteres combinados de Archaeomarasmius indican una estrecha relación con la familia moderna Tricholomataceae, especialmente con los géneros actuales Marasmius y Marasmiellus. Su alimentación era saprotrófica al igual que muchos otros hongos.